# Șatra (film)
Șatra sau O șatră urcă la cer (în rusă Табор уходит в небо) este un film sovietic din anul 1975, regizat de regizorul moldovean Emil Loteanu. 
Scenariul filmului are la bază mai multe nuvele ale scriitorului rus Maxim Gorki, acțiunea având loc la începutul secolului al XX-lea în Imperiul Habsburgic, pe cursul Tisei. Filmul prezintă povestea de dragoste dintre frumoasa țigancă Rada și hoțul de cai Luiku Zobar, așa cum este descrisă la începutul nuvelei „Makar Ciudra” (în rusă Макар Чудра) (1892) a lui Gorki.

## Distribuție
- Svetlana Toma – Rada
- Grigore Grigoriu – Luiku Zobar
- Barasbi Mulayev – Makar Ciudra
- Ion Sandri Șcurea – baronul Antal Szilágyi
- Vsevolod Gavrilov – Danilo, tatăl Radei
- Borislav Brondukov – Bucea
- Pavel Andreicenko
- Sergiu Finiti
- Lyalya Ciornaia
- Nelli Volșaninova
- Nikolai Volșaninov
- Mihail Șișkov
- Elena Sadovskaia
- Vasili Simcici
- George Dimitriu
- Evgheni Lazarev
- Eugenia Botnaru (nemenționată)
- Emil Loteanu - actorul unui teatru ambulant (nemenționat)

## Lansare
A fost lansat în anul 1976 și a avut parte de un mare succes comercial, fiind vizionat de 64,9 milioane de spectatori în cinematografele din Uniunea Sovietică, ceea ce-l plasează pe locul 12 între cele mai vizionate filme sovietice pe parcursul unui an.

## Recepție
Criticul Tudor Caranfil a comentat acest film astfel: "Fără profunzimea și ardența nuvelelor lui Gorki, de la care își revendică inspirația, filmul abuzează de exotism și culoare. Doar unele secvențe persistă în amintire prin vitalitatea lor: provocarea pe care călărețul Zobar o aruncă urmăritorilor prefăcându-se lovit după fiecare salvă și ridicându-se apoi pe crupa calului de parcă ar avea șapte vieți, sau ritualurile erotic-magice ale “vidmei” Rada și, mai cu seamă, părțile muzicale admirabil servite de ansamblul țigănesc din Moscova. Folclorul acestora, dres cu un strop de sirop suprarealist, constituie principala atracție a acestui mare succes comercial internațional."

### Premii
Filmul a fost distins cu următoarele premii:
- Scoica de Aur la Festivalul Internațional de film de la San Sebastian (1976)
- Premiul pentru cea mai bună regie la Festivalul Internațional de filme „Fest-77” din Belgrad (1977)
- Premiul pentru cel mai bun film la Festivalul Internațional de filme din Praga (1977)
- Diploma de onoare la Concursul de realizare tehnică a filmelor din cadrul Congresului UNIATEK din Paris (1979)

Actrița Svetlana Toma a obținut mai multe premii pentru interpretarea rolului Rada, printre care:
- Premiul pentru cel mai bun rol feminin la Festivalul Internațional de filme din Praga (1977)
- Diploma „Cea mai bună actriță a festivalului” la Festivalul Internațional de filme din Panama (1977)
- Cea mai bună actriță din anul 1976 conform topului realizat de revista de specialitate „Sovetski ăkran” («Советский экран»)